# Halle Berryová
Halle Maria Berryová (nepřechýleně Berry, IPA: /ˈhæli ˈbɛri/; * 14. srpna 1966, Cleveland, Ohio, Spojené státy americké) je americká herečka, modelka a královna krásy, jež byla považována za nejkrásnější afroamerickou ženu své doby, jednalo se o jeden ze sexuálních symbolů 20. století. Získala cenu Emmy a Zlatý glóbus za film Černá Carmen Dorothy Dandridge a v roce 2001 Oscara za nejlepší ženský herecký výkon v hlavní roli za výkon v Plesu příšer. Je tak první a zatím jediná žena afroamerického původu, která vyhrála cenu za nejlepší ženský herecký výkon. Je jedna z nejlépe placených hereček v Hollywoodu. Také se účastnila produkce některých svých filmů.
Předtím, než se stala herečkou, se Berryová zúčastnila několika soutěží krásy, a v roce 1986 se dostala do soutěže Miss USA, kde skončila na druhém místě. Na soutěži Miss World se umístila na šestém místě. Její průlomová role byla v roce 1991 ve filmu Tropická horečka. To vedlo k dalším rolím ve filmech Flintstoneovi (1994), Skandál! (1998), X-Men (2000) a jeho pokračování, a Dnes neumírej (2002). V roce 2005 také vyhrála Zlatou malinu za nejhorší herečku (za roli ve filmu Catwoman) a cenu přijala osobně.

## Mládí
Berryová se narodila jako Maria Halle Berryová (později, v roce 1971, se nechala přejmenovat na Halle Maria Berryovou). Její matka byla psychiatrická sestra a otec pracoval ve stejné psychiatrické léčebně jako ona. Rodiče Berryové se rozvedli, když jí byly čtyři roky; poté vyrůstala pouze s matkou. Ve 20 letech jí byla diagnostikována cukrovka.

## Herecká kariéra
S herectvím začala v 80. letech 20. století. Průlomová role byla ve filmu Tropická horečka, kde si zahrála drogově závislou Vivian. Dále si v roce 1991 zahrála ve filmu Pouze obchod a v roce 1992 v Bumerangu. V roce 1994 hrála ve Flintstonech. Díky roli v Černé Carmen Dorothy Dandridge se roce 1999 stala první černoškou v historii, která byla nominována na Oscara. Za tuto roli získala Cenu Emmy a Zlatý glóbus. Poté si zahrála ve filmu X-Men (2000) a jeho pokračováních (2003 a 2006).
V roce 2001 si zahrála roli manželky popraveného vraha v Plesu příšer. Za roli byla nominována na Oscara a následně se stala první Afroameričankou, která cenu za nejlepší herečku získala.
Roku 2002 ztvárnila roli Bondovy milenky Jinx ve filmu Dnes neumírej. Dále hrála ve filmech jako Gothika nebo Catwoman.

## Filmografie
| Rok           | Název                     | Role                                                                 | Poznámky                 |
| ------------- | ------------------------- | -------------------------------------------------------------------- | ------------------------ |
| 1991          | Horečka džungle           | Vivian                                                               |                          |
| 1991          | Pouze obchod              | Natalie                                                              |                          |
| 1991          | Poslední skaut            | Cory                                                                 |                          |
| 1992          | Bumerang                  | Angela Lewis                                                         |                          |
| 1993          | Táta lump                 | Kathleen Mercer                                                      |                          |
| 1993          | Program                   | Autumn Haley                                                         |                          |
| 1994          | Flintstoneovi             | Sharon Stone                                                         |                          |
| 1995          | Ztracený Izaiáš           | Khaila Richards                                                      |                          |
| 1996          | Boeing 747 v ohrožení     | Jean                                                                 |                          |
| 1996          | Sluneční šíp              | Miss Sandra Beecher                                                  |                          |
| 1996          | Zločin z vášně            | Josie Potenza                                                        |                          |
| 1997          | Bláznivé holky na lovu    | Nisi                                                                 |                          |
| 1998          | Skandál Bulworth          | Nina                                                                 |                          |
| 1998          | Proč se blázni zamilují?  | Zola Taylor                                                          |                          |
| 2000          | X-Men                     | Ororo Munroe / Storm                                                 |                          |
| 2001          | Swordfish: Operace Hacker | Ginger Knowles                                                       |                          |
| 2001          | Ples příšer               | Leticia Musgrove                                                     |                          |
| 2002          | Dnes neumírej             | Giacinta 'Jinx' Johnson                                              |                          |
| 2003          | X-Men 2                   | Ororo Munroe / Storm                                                 |                          |
| 2003          | Gothika                   | Miranda Grey                                                         |                          |
| 2004          | Catwoman                  | Patience Phillips / Kočičí žena                                      |                          |
| 2005          | Roboti                    | Cappy (hlas)                                                         |                          |
| 2006          | X-Men: Poslední vzdor     | Ororo Munroe / Storm                                                 |                          |
| 2007          | Neznámý svůdce            | Rowena Price                                                         |                          |
| 2007          | Spálené vzpomínky         | Audrey Burke                                                         |                          |
| 2010          | Frankie & Alice           | Frankie/Alice                                                        |                          |
| 2011          | Šťastný Nový rok          | sestřička Aimee                                                      |                          |
| 2012          | Temný příliv              | Kate Mathieson                                                       |                          |
| 2012          | Atlas mraků               | Jocasta Ayrs / Luisa Rey / Ovid / Meronym / indiánka / host na párty |                          |
| 2013          | Mládeži nepřístupno       | Emily                                                                | povídka: „Truth or Dare“ |
| 2013          | Tísňová linka             | Jordan Turner                                                        |                          |
| 2014          | X-Men: Budoucí minulost   | Ororo Munroe / Storm                                                 |                          |
| 2016          | Kevin Hart: What Now?     | Samu sebe                                                            |                          |
| 2017          | Na doraz                  | Karla McCoy                                                          | také výkonná producentka |
| 2017          | Kingsman: Zlatý kruh      | Ginger                                                               |                          |
| 2017          | Králové                   | Millie Dunbar                                                        |                          |
| 2019          | John Wick 3               | Sofia                                                                |                          |
| 2020          | Modřiny                   | Jackie Justice                                                       |                          |
| 2022          | Moonfall                  | Jocinda "Jo" Fowler                                                  |                          |
| bude oznámeno | The Mothership            | Sara Morse                                                           |                          |

| Rok     | Název                          | Role                        | Poznámky                         |
| ------- | ------------------------------ | --------------------------- | -------------------------------- |
| 1989    | Living Dolls                   | Emily Franklin              | 12 dílů                          |
| 1991    | Amen                           | Claire                      | díl: „Unforgettable“             |
| 1991    | A Different World              | Jaclyn                      | díl: „Love, Hillman-Style“       |
| 1991    | They Came from Outer Space     | Rene                        | díl: „Hair Today, Gone Tomorrow“ |
| 1991    | Knots Landing                  | Debbie Porter               | 6 dílů                           |
| 1993    | Alex Haley's Queen             | Královna                    | minisérie                        |
| 1995    | Šalamoun a princezna ze Sáby   | Nikhaule / Královna ze Sáby | televizní film                   |
| 1996    | Martin                         | Samu sebe                   | díl: „Where The Party At“        |
| 1998    | The Wedding                    | Shelby Coles                | minisérie                        |
| 1998    | Frasier                        | Betsy (voice)               | díl: „Room Service“              |
| 1999    | Černá Carmen Dorothy Dandridge | Dorothy Dandridge           | televizní film                   |
| 2005    | Jejich oči sledovaly boha      | Janie Crawford              | televizní film                   |
| 2014–15 | Extant                         | Molly Woods                 | hlavní role, 26 dílů             |